# Besøgsvennen
Besøgsvennen er en dansk kortfilm fra 2016 instrueret af Jesper Isaksen.

## Handling
En røver på flugt fra politiet skjuler sig ude i naturen, men han opdager et ensomt hus og den gamle dame, der bor derinde. Hun inviterer ham til kaffe, og imod alle odds danner de en usandsynlig alliance.

## Medvirkende
- Elsebeth Steentoft, Lisbeth
- Moussa Diabes, Amin
- Ditte Maria Jørgensen, Politikvinde
- Christian Brandt, Politimand